# Historia de Polonia (1795-1918)
Historia de Polonia (1795-1918)- Divisiones sucesivas de la República de las Dos Naciones en el siglo XVIII entre Rusia, Reino de Prusia e Imperio Austríaco. Durante este periodo las estructuras gubernamentales llevaron a la eventual desaparición del país. Polonia recuperó su independencia en 1918. En el siglo XVIII, la mancomunidad afrontaba muchos problemas internos y era vulnerable a influencias exteriores. La desestabilización del sistema político los llevó a la anarquía. Atentaban las reformas, como las hechas por cuatro años de Sejm de 1788-1792, las cuales culminaron en la tercera constitución, esta vino muy tarde. El Reino de Polonia finalizó con la tercera partición del país, entre Austria, Prusia y Rusia, en 1795. La independencia polaca, bajo la forma de república, solo se restauró en 1918, al final de la Primera Guerra Mundial. Los polacos estuvieron hasta 1918 tratando de recuperar la independencia (levantamientos polacos en: 1794, 1830-1831, 1863-1864).

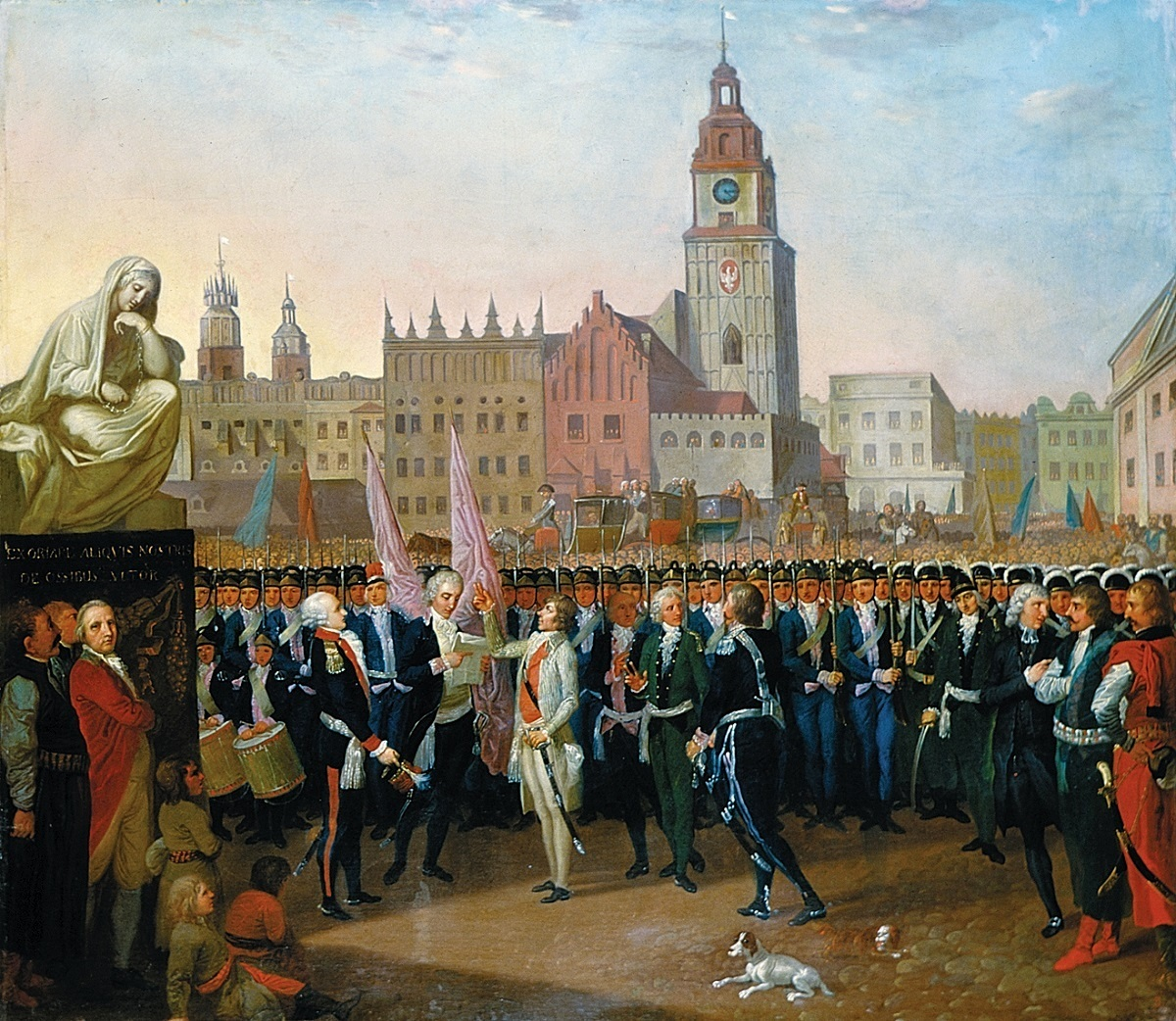
Tadeusz Kościuszko toma juramento al rey en la Rynek Główny (plaza del Mercado) de Cracovia en 1794.